# Stewart Granger

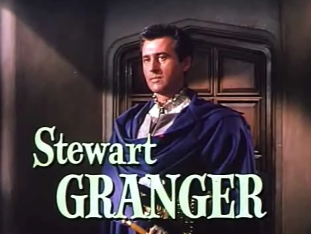
Stewart Granger i Young Bess.

Stewart Granger, ursprungligen James Lablanche Stewart, född 6 maj 1913 i London, död 16 augusti 1993 i Santa Monica, Kalifornien, var en brittisk skådespelare. 
Han började sin karriär i brittisk film som stand-in 1933 och tog sitt artistnamn i slutet av 1930-talet för att inte bli förväxlad med den amerikanske skådespelaren James Stewart. Efter att ha skaffat sig en del skådespelarerfarenhet vid olika teatersällskap återvände han till filmen 1939. Under 1940-talet var han Englands populäraste skådespelare i romantiska filmer. Denne långe, stilige man väckte Hollywoods intresse och 1950 skrev han kontrakt med filmbolaget MGM, där han spelade viril he-man i en lång rad äventyrsfilmer.
På senare år hade han även framgång som fastighets- och tomtmäklare på Mallorca. I sitt andra av tre äktenskap var han åren 1950–1960 gift med skådespelerskan Jean Simmons. Stewart, som var en omskriven hjärtekrossare, hade en utomäktenskaplig affär med Deborah Kerr.

## Filmografi, ett urval
- Mademoiselle Docteur (1937)
- So This Is London (1939)
- Secret Mission (1942)
- Mannen i grått (1943)
- Fanny i gasljus (1944)
- Kapten Boycott (1947)
- Saraband (1948)
- Kung Salomos skatt (1950)
- Fången på Zenda (1952)
- Scaramouche - de tusen äventyrens man (1952)
- 1953 – Salome - danserskan
- Grön eld (1954)
- Bhowani - station i Indien (1956)
- Alaska (1960)
- Den sista safarin (1967)
- The Men from Shiloh (1970; TV-serie)
- De vilda gässen (1977)